# Mi delirio (álbum)
Mi delirio es el quinto álbum de estudio de la cantante y actriz mexicana Anahí. Lanzado simultáneamente en México, España, Costa Rica, Estados Unidos, Argentina y Colombia el 24 de noviembre de 2009. La cantante anunció el título luego de lanzar el primer sencillo, «Mi delirio», decidió colocarle el mismo nombre debido al éxito del mismo. Anahí se desempeñó como compositora de algunas de las canciones incluidas en el álbum, así como también se involucró en el arte y diseño. Trabajó junto a otros productores como Gil Cerezo, Ulises Lozano, Armando Ávila y Sebastián Jácome. Hay un cover de la canción de la cantante argentina Amanda Miguel, así como también una canción en respuesta al tema «Hasta que te conocí», del cantante mexicano Juan Gabriel, titulada «Hasta que me conociste». El álbum incluye principalmente géneros tales como la música electrónica, el dance, el electropop, el pop y el pop latino.
En Estados Unidos el disco a la primera semana de haber salido, se posicionó en el segundo lugar en Billboard Latin Pop Albums y en el cuarto lugar en Billboard Top Latin Albums —donde vendió 11 000 copias—. El disco se posicionó en las listas de más de ocho países en Latinoamérica, en México alcanzó el puerto número siete en el México Pop Albums Chart, en Brasil vendió 20 000 copias, siendo certificado disco de oro—, de igual forma debutó en el top 40 de Argentina, Perú, Croacia, Eslovenia y Serbia. Por otro lado, tuvo una recepción positiva por parte de los críticos, quienes destacaron el estilo renovado poco visto en el pop latino. El álbum ha vendido aproximadamente 1 millón de copias mundialmente.
Como parte de la promoción, a partir de julio de 2009 fueron lanzados cinco sencillos. El primero de ellos, «Mi delirio», recibió buenas críticas además de posicionarse en las listas de Estados Unidos y Latinoamérica, fue nominado en diversas premiaciones. El segundo sencillo fue «Me hipnotizas», compuesto por Gloria Trevi y el cual gozó de un gran éxito, ganando el Premios Orgullosamente Latino a la canción latina del año. El tercer sencillo del álbum, «Quiero», se lanzó solo en España y gozo de gran popularidad. El cuarto sencillo del álbum, «Alérgico», fue considerado el sencillo más exitoso del disco, logró cosechar un gran éxito comercial, convirtiéndose en la canción número uno en ventas, a tan solo horas de haber salido, y se convirtió en la segunda canción más escuchada de México, contando con una buena recepción de la crítica. El último sencillo del álbum fue «Para qué», recibió una buena crítica por parte de los medios, el video fue grabado en vivo durante su gira mundial MDWT.

## Antecedentes y desarrollo

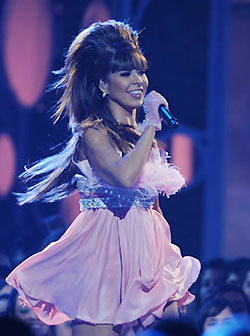
Gloria Trevi, compositora del segundo sencillo del álbum, «Me hipnotizas»

Antes de comenzar el proyecto de su quinto álbum de estudio, Anahí colaboró con Tiziano Ferro y Dulce María, en el sencillo «El regalo más grande», para el álbum A mi edad. El 2 de abril de 2009, Anahí publicó en su Facebook oficial por primera vez: «por fin comenzó nuestro sueño...», cuatro días después publicó: «una semana de más conspiración comienza». El 10 de julio de 2009, la cantante subió a su cuenta oficial en Youtube un video filmado en el Bosque de la China donde comentó que estaba grabando su nuevo disco. El 6 de agosto de 2009, se anunció que Anahí había firmado un contrato de exclusividad con la disquera EMI, declarando: «Sé que este es el principio de un camino mágico que juntos hoy empezamos a recorrer». El 14 de agosto de 2009, se lanzó a la venta el primer sencillo del álbum, a través de descarga digital, titulado «Mi delirio». El 20 de septiembre de 2009, Anahí preguntó a sus fanes vía Facebook como les gustaría que se llame el disco, pidiendo que manden ideas. En octubre de 2009, la cantante declaró en una entrevista con Univisión que «desde que terminó RBD en diciembre hemos estado trabajando muchísimo para salir pronto con este disco, porque yo no quería que se terminará el año sin salir con el disco». En dicha entrevista, explicó que la canción "más personal del disco" es «Te puedo escuchar», la cual compuso junto a Claudia Brant, para su amigo Juan Pablo, fallecido en un accidente automovilístico en el año 2007. Además de encargarse de escribir muchas de las canciones incluidas en el disco, Anahí trabajó en las melodías del disco, junto con el apoyo de los productores musicales Gil Cerezo y Ulises Lozano de la agrupación Kinky, Armando Ávila, Sebastián Jácome. En septiembre de 2009, subió a su cuenta oficial en Youtube, un video junto a Gil Cerezo, donde explicó que estaba terminando de grabar una canción. El 7 de septiembre de 2009, subió a su cuenta oficial en Twitter que seguía la grabación del disco, expresando: «grabando el disco, y esta semana tomamos las fotos:) Los amo!!!!!!!!». Debido al éxito del primer sencillo del álbum, Anahí decidió llamar al disco con el mismo nombre.

«Seré pop toda la vida, porque el pop es lo que mueve mi música y mi corazón, pero lógicamente al contar con la producción de Kinky en el disco, pues creo que estoy súper respaldada porque ellos me están ayudando a encontrar mi propio sonido, no nada más el pop que yo cantaba en RBD, que es un pop muy limpio, muy puro y padrísima, pero tienes que crecer y evolucionar como artista y ellos me están ayudando a encontrar mi propio sonido. En este disco creo que lo logramos, es un pop con toques electrónicos, con sonidos como dice la canción, medio 'delirantes', unos ruiditos medio extraños, que si tu escuchas y escuchas la canción le vas a ir encontrando nuevos ruiditos. Eso que logramos, el sonido electrónico de Kinky y el pop que yo traigo es algo muy padre».
Anahí sobre su disco Mi Delirio.

En 2010 se anunció la edición deluxe del disco. El 19 de agosto de 2010, Fabrizio Simoncioni compartió una foto donde se lo deja ver junto a Anahí en el estudio de Erik Rubín. El 4 de julio de 2010, Anahí vía Twitter, en respuesta a Noel Schajris comentó «mandales miles de abrazos y besos!!!!:) esta quedando incre! Ya te mandaremos algo de sorpresa!». El mismo día Noel Schajris compartió en su Twitter oficial «Alérgico..coming soon..jaja..(generando suspenso)», a lo que la cantante responde «generando gritos en el estudio!!!!:)».

## Producción

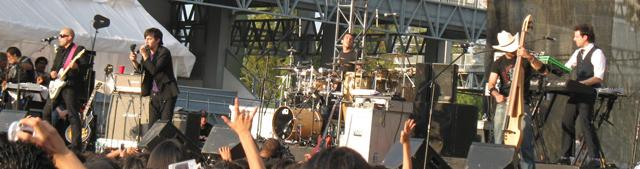
Gil Cerezo y Ulises Lozano del grupo Kinky, fueron dos de los productores del álbum.

Las canciones y la producción del álbum incluyen colaboraciones de Claudia Brant, Rudy Maya, Armando Ávila (con quien ya había trabajado en RBD), la cantante Gloria Trevi, Ángel Reyero de La Quinta Estación, Guillermo Rosas, así como Anahí misma, que está acreditada como coescritora y productora de algunas canciones. Anahí trabaja además con dos integrantes del grupo regiomontano Kinky, Gil Cerezo, Ulises Lozano, en la creación de este nuevo álbum.
El disco cuenta con un sonido estilo pop, con una fusión de lo alternativo, electrónico y dance. Contiene la versión de la cantante argentina Amanda Miguel, «Él me mintió», grabado con un ritmo dance, «Hasta que me conociste» utiliza un sampler de la canción «Hasta que te conocí» del también cantante mexicano Juan Gabriel. La cantante explica, durante una entrevista, que el disco «Suena a un pop lleno de locuras, demasiado chistosas y raras, que te hacen bailar y pararte de la silla, pero también tiene ese equilibrio de canciones lentas y baladas, que también son necesarias en un disco. Tenemos dos baladas, baladas y dos mix tempo bien lindos».

## Lanzamiento
La edición estándar del álbum fue lanzado simultáneamente en México, España, Costa Rica, Estados Unidos, Argentina y Colombia el 24 de noviembre de 2009. La distribución del álbum se complicó en varios países según comentó la cantante: «Es algo que me está complicando mucho la historia porque en la disquera no están acostumbrados a una artista que venda en Polonia o Croacia, y desgraciadamente la distribución se está tardando mucho en aterrizar». En España el álbum llegó defectuoso con una canción rayada y fue rechazado.
El 22 de noviembre del 2010 se lanzó a la venta Mi delirio: edición deluxe que contenía cuatro canciones inéditas, entre las que se encuentra el sencillo «Alérgico», además de dos remix de la canción «Mi delirio». EMI Music Brasil lanzó la edición deluxe en ese país el 5 de diciembre de 2010, esta edición incluyó la versión en portugués de «Alérgico», una colaboración con el cantante brasileño René. En Colombia la edición deluxe se lanzó el 3 de marzo de 2011, la misma contó con la versión de «Alérgico» con la colaboración del cantante argentino Noel Schajris. En Colombia se hizo un evento de lanzamiento para la edición deluxe, agotándose en varias ciudades pocas horas después del lanzamiento. A su vez se lanzó la Edición deluxe - Fan Pack, solo disponible en México, que incluía el álbum y una camiseta con un diseño exclusivo hecho por Anahí. En México y Europa se lanzó la edición Card Edition, que incluía una tarjeta de membresía la cual ofrecía como contenido exclusivo la versión estudio del tema «Probadita de mí».

## Portadas
Anahí fue la encargada del arte del disco, sobre lo cual comentó: «en el arte del disco plasmé cosas que traigo desde la infancia, dibujos míos, algunos que hice hace mucho, otros que hice hace poco. Para el sencillo dibujé un árbol con ojos y cara, pero es que desde que vi Alicia en el país de las maravillas, siempre he tenido la idea de que las cosas tienen cara. En el disco trato de expresar todo lo que yo soy y las canciones que escribí, pues obviamente son vivencias mías o mi visión sobre las cosas». El 5 de noviembre de 2009, a días del estreno del álbum, se filtra la portada, en ella se puede ver a la cantante luciendo su cabellera castaña, además de un ajustado vestido morado y pedrería en forma de flor, todo enmarcado en color violeta, con un fondo estilo bosque encantado, que incluye árboles con ojos. Anahí cambió totalmente su look para el disco, con nuevo estilo sobre el cual comentó «Todo el tiempo durante RBD siempre fue el prototipo de las niñas con los tres colores, los tres colores básicos que vemos de toda la vida, los vimos en Los Ángeles de Charlie, la rubia, la de pelo negro y la pelirroja, y siempre en RBD fui la rubia, la rubia y la rubia, hasta que acabé siendo la del pelo blanco casi casi. Entonces, era parte de la imagen del grupo y tal, ahora quise ser completamente yo, ahora estoy con mi color de pelo natural, que es lo más lindo que alguien puede tener, el tratar de ser tu y no ponerte tantos disfraces encima y por eso estoy con mi color de pelo natural y así me siento muy contenta». La portada del disco fue cambiada por EMI para la edición del álbum en Estados Unidos. En dicha portada se puede observar la cara de la cantante mientras sonríe, mirando de costado, permitiendo que se puedan apreciar sus ojos verdes.
El 11 de noviembre de 2010 se lanza la edición deluxe del disco, la portada del álbum muestra un primer plano de Anahí sosteniéndose el cabello, utilizando un vestido negro y joyas.[ Dicha fotografía fue tomada por el fotógrafo mexicano Uriel Santana. La portada utilizada fue la misma tanto en la edición deluxe lanzado en Latinoamérica así como también en Alérgico (Fan Edition), lanzado en Estados Unidos.

## Composición

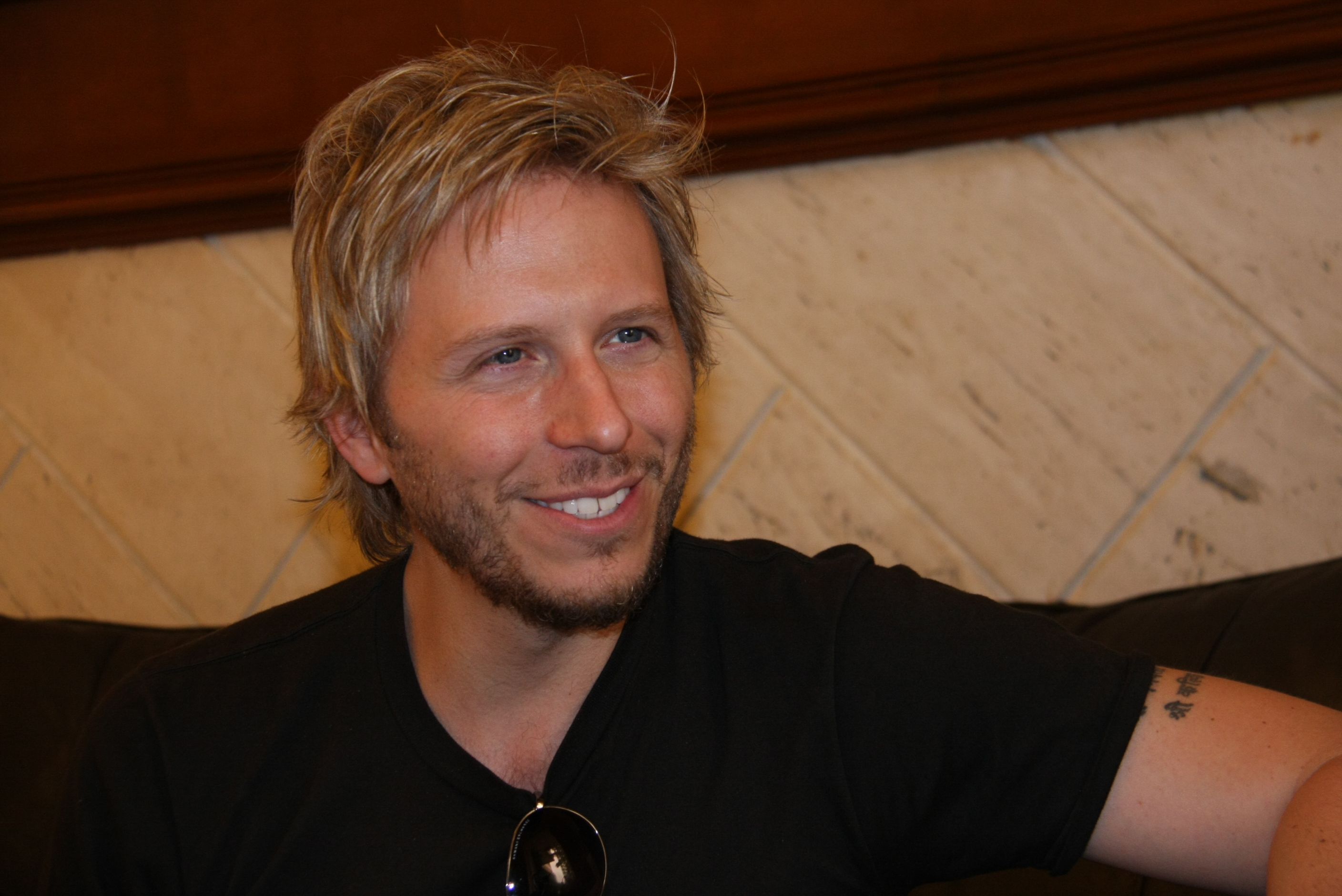
Noel Schajris, compuso junto a Anahí, el tema Alérgico

En términos de la composición musical, el álbum fue considerado como un notable alejamiento de los trabajos anteriores de Anahí, mientras integró la agrupación RBD. En contraste con sus discos anteriores, los cuales fueron compuestos mayormente por géneros pop y pop latino. Mi delirio incluye una amplia gama de géneros musicales tales como el dance pop, electrónica, electropop.
La primera canción del disco, «Mi delirio» fue compuesta por Anahí, Miguel Blas, Gil Cerezo y Ulises Lozano. Se trata de una canción dance-pop con influencia en géneros electropop y pop latino, según la cantante. La segunda canción del álbum, «Quiero», es un estilo pop más tranquilo, dejando de lado el dance y orientándose en un estilo más romántico del género pop latino. La tercera canción del álbum es «Que más da», tiene un estilo dance-pop, sobre el significado de la canción, la cual compuso junto a Amerika Jiménez, producida por Armando Ávila, Anahí expresó «La verdad es que es una canción que me encanta. Y, bueno, ¡increíble!, salió una canción súper teatro, súper para bailar en esa onda muy Anahí. Entonces me gusta muchísimo porque me siento identificada con esa canción y sobre todo el hecho de haber compuesto la letra con Amerika es súper bueno». La siguiente del disco, «Hasta que llegues tú», es una canción de medio tempo, compuesta por Rafael Esparza-Ruiz, Gaby Moreno y Jonathan Mead, es una canción armoniosa que habla sobre la espera y la llegada del amor. La quinta canción del disco «No te quiero olvidar» fue compuesta Armando Ávila y Ángel Reyero, y es de género balada con influencias de pop, se utilizó principalmente como instrumentos el piano y la batería. La canción habla sobre la dificultad que sufre una persona al intentar olvidar a un amor pasado. La sexta canción, y segundo sencillo del disco, es «Me hipnotizas», compuesta por Gloria Trevi y sobre la que Anahí comentó: «Tengo una canción que me escribió Gloria Trevi, le llamé y le dije que me hiciera una canción. La admiro mucho, me parece una excelente compositora y una gran cantante, completa. Yo de niña me ponía las medias rotas, y algo se me quedó de su locura. Ella accedió y me regaló una canción increíble que se llama Me hipnotizas. La letra es de Gloria, la música de Kinky, y la voz yo mera (risas), entonces creo que la combinación es increíble». La séptima canción, «Para qué» es una canción dance-pop, influenciada por estilos electrónicos y dance, fue compuesta por X. Muñoz y S. Jácome, se destaca la utilización de la batería. La octava canción es «Te puedo escuchar», Anahí la compuso junto a Claudia Brant, para uno de sus amigos fallecidos en un accidente de autos, y sobre lo que comentó «A Juampa lo perdimos hace dos años. Obviamente primero no tenía todo tan claro, cuesta trabajo. Muchos de ustedes me han de entender que cuando uno pierde a un ser querido primero hay dudas, llanto, muchas cosas que no puedes aclarar tus sentimientos para ponerlos en una canción o en una carta. Le había escrito cartas interminables y de pronto dije 'quiero que me escuche', quiero estar segura de que voy a hacer una energía tan grande que voy a lograr que me escuche donde quiera que esté. Imagínense lo que fue para mí escribir esa canción y sobre todo cantarla ahora en mis primeros conciertos, y que ustedes la canten conmigo, ver que ustedes han llorado conmigo esa canción». La novena canción es un cover de la canción de los años '80 «Él me mintió», compuesta por Amanda Miguel, Diego Verdaguer y Graciela Carballo. La versión de Anahí es con estilo electropop y dance-pop, pero mantiene el efecto dramático que la caracteriza. La décima canción es «Gira la vida», compuesta por Anahí, Richard Harris y Facundo Monty, tiene un estilo pop melódico, es una canción alegre que habla de superar las dificultades de la vida. La última canción del disco, «Hasta que me conociste» fue compuesta por Alberto Aguilera Valadez, y es a modo de respuesta a la canción «Hasta que te conocí» del cantante mexicano Juan Gabriel, es una canción con un estilo de pop electrónico y desafiante.

«Nunca me había atrevido a componer una canción, tenía varias cosas guardaditas, pero no me había animado y ahora que me arriesgué con el apoyo de gente tan buena dentro de la música, me sentí cobijada y por eso me atreví a hacerlo. Es muy difícil cuando estás en un grupo tener esa libertad. Es lógico, porque éramos seis personas y un montón de gente atrás, había mucha gente involucrada en las decisiones, no solamente éramos nosotros. Entonces estoy muy feliz porque me he podido involucrar mucho más, tengo más libertad, me metí en el arte del disco, en el vestuario, en el diseño del escenario, en cada letra, hasta en los sonidos, estoy en todo y eso me da mucha tranquilidad, porque pase lo que pase con el disco voy a estar muy orgullosa de que hice lo que quise, que salió de mi corazón».
Anahí sobre la composición del disco.

La edición deluxe del disco contenía cuatro canciones inéditas, la decimosegunda «Alérgico» fue compuesta por Anahí, Noel Schajris y Ana Mónica Vélez, es una canción estilo balada, utilizando principalmente el piano. La decimotercera «Ni una palabra» fue compuesta por Rudy Maya y Claudia Brant y es una canción dance-pop, que incluye influencias de electro-pop y disco. La decimocuarta «Pobre tú alma» fue compuesta por Anahí y Claudia Brant, y es una canción dance-pop con estilos eléctricos y pop rock, tiene un estilo fuerte y habla sobre una mujer que se cansa de ser parte de los juegos de un hombre. La decimoquinta canción, «Aleph» fue compuesta por Anahí y Mario Sandoval, es una canción balada, compuesta para el libro "O Aleph" del escritor brasileño Paulo Coelho, la canción habla sobre una mujer que decide seguir con su vida, y abrir su corazón al amor nuevamente. Se destaca el uso del Piano como instrumento principal.

## Recepción

### Crítica
El álbum recibió críticas generalmente positivas, el sitio web Terra comentó que la cantante regresa a la música con un estilo único y renovado, reseñando: «Hace unos meses Anahí retomó los escenarios como solista en la pasada entrega de los Premios Juventud, donde interpretó el tema 'Mi delirio' con una presentación impactante y un estilo musical que ningún otro cantante latino había explorado». El conductor Horacio Villalobos, del programa mexicano Farándula 40, presentó fuertes críticas al disco y paso siguiente lo piso y arrojo en un cesto. Esto despertó una gran controversia ya que disgusto a los fanáticos de la cantante, a lo que Anahí respondió «Me dio tristeza porque para este chico es basura en cambio para mí y para miles de fans es un sueño hecho realidad. Me parece mala onda porque pisó los sueños de mucha gente y yo creo que hay manera de decir las cosas. Respeto su opinión y que le parezca una basura mi disco pero no creo que sea la mejor forma para decirlo». El conductor pidió disculpas al día siguiente en el programa Ventaneando, pidiendo que cesen los insultos y las amenazas de muerte recibidas.
El sitio polaco "Sunhk Music in Day" consideró al disco como la mayor producción y coproducción del momento, incluyendo los temas entre los que se destacan «Mi delirio», «Para qué» y «Hasta qué llegues tú». Diego Alvez del sitio brasileño POPLine reseñó que «sorprende por la calidad de la producción. El álbum trae música bien pop, tal como explica el título del álbum», y agregó «Las canciones tienen una huella más caliente, donde la cantante exuda sensualidad». El sitio web estadounidense Univisión reseñó «Anahí estaba dispuesta a hacerte delirar con su relanzamiento como solista, de eso no cabe duda, pero el delirio de esta cantante se extendió hasta las listas de Billboard, donde su nuevo disco debutó dentro de un lugar privilegiado en el conteo de los 'Top Latin Album' de esta famosa publicación. Si había dudas de que la ex rebelde pudiera retomar su éxito, su debut en el 'Top Latin Album' vino a acallar los rumores, pues el trabajo musical producido por Ulises Lozano y Gil Cerezo, demostró que Anahí viene dispuesta a demostrar cuánto ha madurado en el plano musical».
Tijana Ilich de About.com reseño que «De todos los miembros de la popular banda RBD, Anahí es la que parece tener los movimientos sensuales que se requieren para tener éxito como estrella del pop femenino en estos días», y mostró su agrado por el video musical del primer sencillo, comentando «Me gusta mucho las secuencias institucionales de Anahi, obviamente una actriz, tiene un verdadero look de 'La novia de Frankenstein' en su camisa de fuerza». La revista People en Español publicó: «Estos son temas pop con toques electrónicos, aunque los arreglos son arriesgados, son innovadores y distinto de los demás ya vistos en el pop latino. Ponemos énfasis en el hecho que la producción parece haber sido muy bien hecha y planeada». La revista estadounidense Para Todos reseñó: «Mi delirio, es uno de los mejores discos pop femeninos en mucho tiempo. Desde la primera canción a la última, Anahí nos entrega una colección de canciones que individualmente podrían ser éxitos sencillos». El columnista Víctor Manuel Tolosa del diario Excélsior argumentó «Estuve escuchando su disco y la verdad está muy bueno, tiene una buena combinación de letra y ritmo, hay, detrás, un buen trabajo de dirección musical y hay talento por parte de la cantante».

### Desempeño comercial
En América del Norte, el álbum obtuvo un excelente debut. En los Estados Unidos debutó en el segundo lugar del Billboard Latin Pop Albums y en el cuarto lugar del Billboard Top Latin Albums con 4000 copias vendidas en su primera semana, superando las ventas debut del último álbum de RBD, Para olvidarte de mí. El álbum cayó en el Billboard Top Latin Albums al puesto cincuenta y seis a la semana siguiente, subiendo al puesto treinta y seis en su tercera semana. En el Billboard Latin Pop Albums el álbum cayo en su segunda semana al puesto diecinueve, subiendo al undécimo puesto en su tercera semana. En el Billboard Top Current Albums alcanzó el puesto ciento noventa y cinco. De acuerdo con Nielsen SoundScan el álbum vendió alrededor de 11 000 copias en los Estados Unidos. En México, el álbum debutó en la posición veintiocho y la reedición en el puesto catorce del Mexican Albums Chart, logrando quince semanas en el Top 100. En 2010, el tercer sencillo del disco, «Alérgico» logra convertirse en número uno en ventas digitales en México.
En Europa, el álbum debutó en la séptima posición de la lista Croacia Albums Chart, a su segunda semana bajó a la posición dieciocho, a su tercera semana cae al puesto veinticuatro. A la séptima semana de su lanzamiento el álbum sale de la lista y vuelve a ingresar a su octava semana en el puesto veinte, subiendo cuatro posiciones. Finalmente a la undécima semana vuelve a ingresar a la lista en la posición treinta y tres. En Eslovenia, el álbum se posicionó en el puesto quince de la lista Slovenian Albums Chart. En el Top 30 Slovenian de álbumes más vendidos alcanzó el cuarto puesto. En Polonia el disco se ubicó en la lista de los cien mejores discos del año, donde Anahí se posicionó en segundo lugar del ranking, dejando atrás a artistas como Lady Gaga y Rihanna.
En América del Sur, el álbum obtuvo una buena recepción desde su lanzamiento. En Venezuela el disco debutó en el primer puesto de los álbumes más vendidos en Recordland. En Brasil alcanzó el séptimo puesto de los diez disco más vendidos de la semana en el país. La Associação Brasileira dos Produtores de Discos (ABPD) le otorgó disco de oro por la venta de 20 000 copias en el país. En Perú el álbum alcanzó el tercer puesto del Perú Albums Chart.

## Promoción

### Sencillos

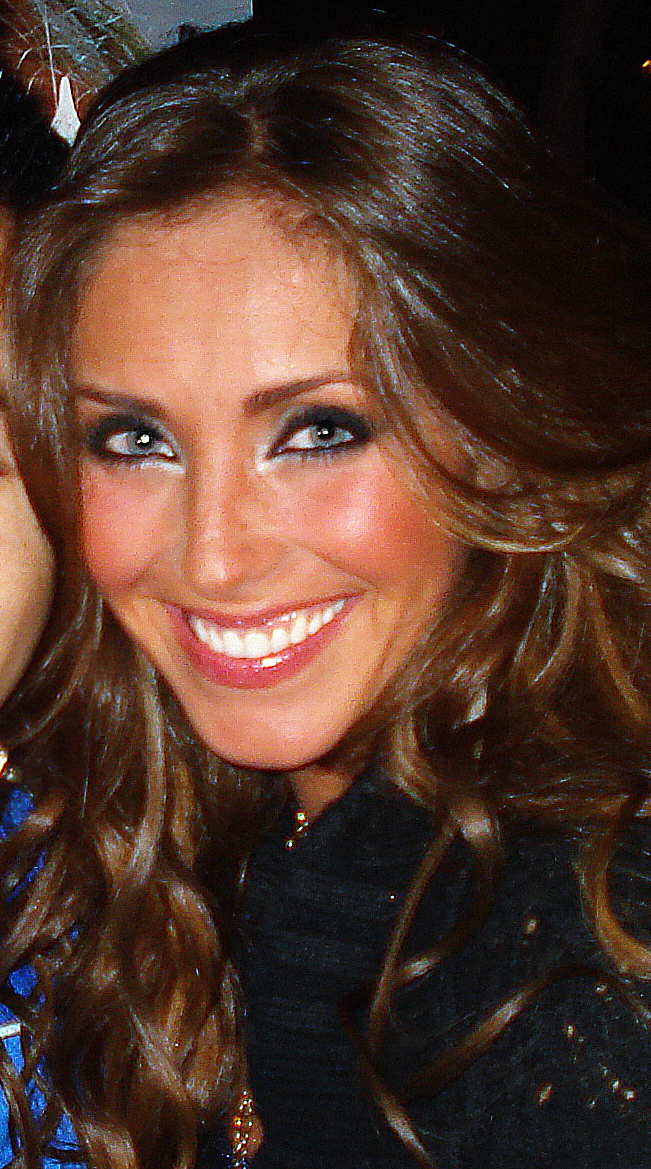
Anahí promocionando Mi delirio en Los Ángeles, 2009.

El 16 de julio de 2009, Anahí dio a conocer el primer sencillo, homónimo al disco Mi delirio. Fue lanzado a la venta en descarga digital el 14 de agosto de 2009. Fue compuesta por la misma Anahí junto a Miguel Blas, Gil Cerezo y Ulises Lozano, y fue producida por los integrantes de la banda Kinky, Gil Cerezo y Ulises Lozano. El sencillo se posicionó en el puesto veintinueve del Billboard Latin Pop Songs y en el puesto veintidós del Billboard Latin Rhythm Songs, en México se posicionó en el puesto dieciocho del Billboard Mexico Español Airplay. El video musical fue rodado en Los Ángeles el día 16 de octubre de 2009 y dirigido por Max Gutiérrez. La cantante interpretó por primera vez en la sexta edición de Premios Juventud, en Estados Unidos. En 2010, la canción fue incluida en el álbum Now Hits 2010, el cual cuenta con dos discos, que contienen cada uno las veinte canciones que fueron un éxito en Italia.
En el mes de enero de 2010, a través de su Twitter oficial, la cantante pidió a sus seguidores que la ayudaran a decidir cuál de las canciones del álbum sería su segundo sencillo a nivel mundial. Entre las postuladas estaban «Me hipnotizas», «Él me mintió» y «Para qué». Finalmente el 27 de enero de 2010, «Me hipnotizas», compuesta por Gloria Trevi fue seleccionada como segundo sencillo oficial. Fue lanzada a la radio el 22 de febrero de 2010 y el 16 de marzo de 2010 se lanzó a la venta en formato digital. El vídeo musical fue grabado en Woodland Hills (California), fue dirigido por Ricardo Moreno y el concepto fue creado por Anahí. El tema se posicionó en el séptimo puesto del Mexican Airplay Pop Chart y en el puesto once del Mexican Airplay General Chart. El tema ganó el Premio Orgullosamente Latino a canción latina del año.
En febrero de 2010 se anunció vía radial que el tema «Quiero» sería el sencillo promocional para España. La canción logró entrar al puesto cuarenta y tres del Spain Airplay Chart en PROMUSICAE. La canción se convirtió en el hit del verano en las radios de España, alcanzó el top uno en la radio virtual Rocks Mine, de Reino Unido, convirtiéndose en la única latina en entrar en el chart por primera vez. El video musical se filmó en Los Ángeles, California, con el director de videos musicales Ricardo Moreno, codirigido por ella misma y Guillermo Rosas, con la coreografía de un coreógrafo americano, Robert Rich y animación realizados en España y Filipinas.
«Alérgico» fue el tercer sencillo oficial incluido en Mi delirio deluxe. Se estrenó en las radios la primera semana de octubre. El 19 de octubre de 2010 se lanzó en descarga digital debutando en el primer lugar de ventas. El tema alcanzó el segundo puesto en el México Airplay Chart, siendo el segundo tema más escuchado en todo México. El 4 de octubre de 2010 se grabó la versión en portugués del tema a dúo con el cantante brasileño Renne de la agrupación HEVO84, fue lanzado a la venta el 10 de diciembre de 2010. El 11 de enero de 2011 se lanzó a la venta la versión a dúo de la canción, junto al cantante argentino Noel Schajris. Se filmaron dos videos del tema, uno en portugués junto a Renne, dirigido por Rafael Kent y estrenado el 2 de diciembre de 2010 en el canal VEVO de la cantante. El 9 de febrero de 2011, el video fue grabado en el escenario donde horas después Anahí otorgó un show acústico en la Ciudad de México. El video a dúo con Noel Schajris se estrenó el 9 de marzo de 2011, en la página oficial de Terra, y el 18 de marzo fue subido al canal en VEVO de Anahí. En 2011 es nominada a los Premios Juventud como canción corta-venas. En 2011, la canción fue incluida en el álbum Voces por Japón, conformado por dos discos, siendo una recopilación de los temas más importantes de los artistas locales más reconocidos reunidos por una gran causa social "ayudar a los damnificados del terremoto y tsunami ocasionado en Japón".
«Para qué» fue el quinto oficial del álbum. El video musical de esta canción se estrenó a través del canal de YouTube de la cantante en marzo de 2011. Fue grabado durante una presentación de su gira "MDWT".
Sencillos promocionales
Antes de la salida oficial del disco, tres sencillos promocionales fueron puestos a la venta digitalmente mediante iTunes Store en la llamada "Countdown to Mi delirio".
El primer sencillo promocional en salir a la venta, «Te puedo escuchar», fue lanzado el 3 de noviembre de 2009. La canción se posicionó en el puesto número cuatro en ventas en descargas digitales en México y en el número once en España. El tema fue interpretado en vivo por primera vez en los Premios Juventud el 15 de julio de 2010. En un principio se creyó que iba a ser el tercer sencillo oficial de la cantante, pero no fue así, la canción «Alérgico» tuvo tanta aceptación entre el público que fue tercer sencillo oficial, confirmado por la misma cantante vía Twitter. El 17 de diciembre de 2010 en Bucarest, Rumania la interpretó en concierto a dúo con Carlos Peña.
El segundo sencillo promocional, «Él me mintió», cover realizado de la versión original de Amanda Miguel, fue lanzado el 10 de noviembre de 2009. El 23 de febrero de 2010 se presentó en el Festival Internacional de la Canción de Viña del Mar donde realizó la interpretación del tema. La cantante recibió críticas negativas por su actuación, aun así Leonardo Núñez del sitio EMOL señaló que su actuación fue lo más visto en la segunda noche de Festival. Finalmente, el 25 de marzo de 2010 se presentó en el Teatro Metropólitan, burlándose de las críticas recibidas, transmitidas en la pantalla antes de su interpretación, la cual realizó nuevamente pero esta vez a dúo con la cantante argentina Amanda Miguel, ambas vestidas de novias. El 15 de abril de 2016, la modelo Fiorella Alzamora realizó un playback del tema en el programa de talentos peruano Los reyes del playback.
Finalmente, «Hasta que llegues tú» fue el tercer y último sencillo promocional del álbum como adelanto del disco. A la venta desde el día 17 de noviembre de 2009.
El primer sencillo promocional de la edición deluxe fue «Aleph», publicado el 14 de julio de 2010. No es una parte de la "Countdown to Mi delirio". Anahí hizo la canción basada en el libro "O Aleph", escrito por Paulo Coelho.
Otras canciones notables
A lo largo de la grabación del álbum, estuvieron a punto de entrar en la lista de canciones del material, las siguientes canciones, algunas ya se conocen en versión estudio y fueron interpretadas en algunos conciertos del tour, las tres canciones oficiales que no entraron al álbum son:
La primera canción es, «Probadita de mi», interpretada al final de cada concierto. En 2010 se lanzó la edición deluxe del álbum, el pack Edición deluxe: Card Edition, se incluyó una tarjeta de membresía la cual ofrecía como contenido exclusivo la versión estudio del tema. Finalmente, en 2010 se compartió la versión en vivo, filmada durante MDWT en la Ciudad de México.
El tema «Mala suerte» se dice que es la otra canción que escribió Gloria Trevi, junto con el segundo sencillo del álbum «Me hipnotizas», para el álbum. Se encuentra su versión estudio en Youtube y fue interpretada solo una vez, en el concierto otorgado en Brasil.
Finalmente, la última canción es «Claveles importados», fue interpretada en los conciertos en la primera y segunda fase de Mi delirio World Tour. En la primera fase, los acordes de la guitarra fueron realizados por la misma Anahí, en la segunda fase se utilizó el tema para la presentación de la banda. Su versión en estudio nunca fue revelada.

### Interpretaciones en vivo
Anahí comenzó la promoción del disco con interpretaciones en directo de los sencillos y canciones incluidas en el disco, el 16 de julio de 2009, Anahí presentó por primera vez «Mi delirio», primer sencillo del álbum, en la sexta edición de Premios Juventud, en Estados Unidos. El 30 de julio de 2009, presenta la canción en Estados Unidos en el programa Don Francisco Presenta. El 2 de noviembre de 2009, se presenta en el famoso Programa do Jô en Brasil, interpretando el primer sencillo del disco y la canción «Hasta que me conociste». En noviembre de 2009, Anahí presenta el sencillo en la cuarta temporada del reality Latin American Idol en Buenos Aires, Argentina. El 11 de noviembre de 2009, Anahí interpreta el tema en el programa chileno Alfombra Roja. y el 13 de noviembre de 2009, en el programa La Muralla Infernal en Chile. El 15 de noviembre de 2009, interpreta la canción en el reality estadounidense ¡Viva el sueño!. El 24 de noviembre de 2009, Anahí interpretó en su entrevista con Univisión en los Estados Unidos, tres temas siendo «Mi delirio», «Hasta que me conociste» y «Él me mintió». El 19 de noviembre de 2009, Anahí se presentó en el programa Que Noche en Puerto Rico, interpretando «Mi delirio» por primera vez en dicho país. El 21 de noviembre de 2009 se presenta en la versión estadounidense del programa Sábado Gigante, presentado por Don Francisco, interpretando el sencillo. El 14 de diciembre de 2009, Anahí se presenta en el reality show mexicano Me quiero enamorar, interpretando el primer sencillo.
El 6 de febrero de 2010 fue interpretado en vivo el primer sencillo en el programa Muevete en México, y por primera vez el segundo sencillo del álbum, «Me hipnotizas». El mismo día visita el programa En Familia con Chabelo, interpretando tanto su primer sencillo «Mi delirio», seguido de la interpretación de «Me hipnotizas». El 9 de febrero de 2010, canta el segundo sencillo en el Programa Hoy, en México. El 3 de marzo de 2010, Anahí canta el sencillo «Mi delirio» en el programa Mojoe conducido por Yolanda Andrade y Montserrat Oliver. El 9 de junio de 2010, interpreta en el show acústico Sin Reservas para Ritmoson latino, los temas «Quiero», «Que más da» y «Me hipnotizas». El 25 de junio de 2010, Anahí visita el programa Es verano, a jugar en Murcia, España, interpretando «Quiero» y «Hasta que llegues tú». El 15 de julio de 2010, interpreta el tema «Te puedo escuchar» en la 7.ª Edición de los Premios Juventud. El 2 de septiembre de 2010, interpreta «Me hipnotizas» en el programa Despierta América. El 4 de septiembre de 2010, interpreta los temas «Mi delirio», «Me hipnotizas» y «Alérgico», por primera vez, en los Kids Choice Awards México. El 3 de octubre de 2010, Anahí llegó a Brasil y se presentó en el Programa do Gugu, interpretando «Mi delirio», «Quiero» y «Alérgico». El 4 de octubre de 2010, Anahí visita el programa brasileño de Hebe Camargo llamado Hebe, incluyendo «Quiero» y «Alérgico» en el setlist de su presentación. El 10 de octubre de 2010, en su presentación en el programa Domingo Legal, interpreta «Mi delirio», «Quiero», «Me hipnotizas» y «Alérgico». El 17 de octubre de 2010, Anahí se presenta en el programa brasileño Tudo é Possivel interpretando «Alérgico» y «Para qué», por primera vez. El 6 de diciembre de 2010, interpreta «Mi delirio», «Me hipnotizas», y su sencillo «Alérgico» junto a Noel Schajris, en el último episodio del programa Décadas. El 10 de diciembre de 2010, Anahí se presenta en el programa Sálvame en Madrid, España, donde canta por primera vez, «Alérgico» en dicho país. El 2 de marzo de 2011, Anahí interpretó en el programa de Ninel Conde, Estudio 2, los temas «Quiero» y «Alérgico».

### Tour
En 2009, Anahí dio comienzo al Anahí Promo Tour, siendo el primer tour promocional para promover el nuevo sencillo «Mi delirio», pasando por México, Brasil y Estados Unidos. Comenzó el 16 de julio de 2009 y llegó a su fin el 27 de octubre de 2009, siendo agotadas todas las fechas en las que se presentó, además se anunció que los boletos vendidos fueron donados a organizaciones que combaten los Trastornos alimenticios.
A fin de promover el álbum, Anahí comenzó su primera gira mundial, Mi delirio World Tour. En septiembre de 2009 se anunció que el comienzo de la gira tendría lugar el 3 de noviembre de 2009 en São Paulo, Brasil, e incluyó un total de 51 fechas, 23 en América del Norte, 20 en América del Sur, 1 en América Central, y 7 en Europa. La gira contó con tres fases y la apertura estuvo a cargo de la banda mexicana "Matute". Durante una entrevista con la revista Adelante, Anahí habló sobre la gira mundial del disco, donde explicó el comienzo en Brasil y expresó que era obra de sus fanáticos, agregando «me tienen loca, los amo, el 24 de noviembre sale el disco pero ya el 3 de noviembre empieza el tour, ellos ya me están pidiendo, me están diciendo que vaya y que quieren el concierto, que no les importa que no conozcan las canciones, estoy muy feliz porque vamos a hacer un tour por un chorro de países desde noviembre hasta mediados de mayo. Así que mira, mientras tanto daremos a conocer el disco y yo en contacto directo con mi gente que es lo que más quiero. Además les prometo un concierto en grande, de mucha calidad, de mucha explosión visual, de mucha magia, de todas esas cosas que les encanta ver que yo haga en el escenario, y que lloremos y volemos, de todo».

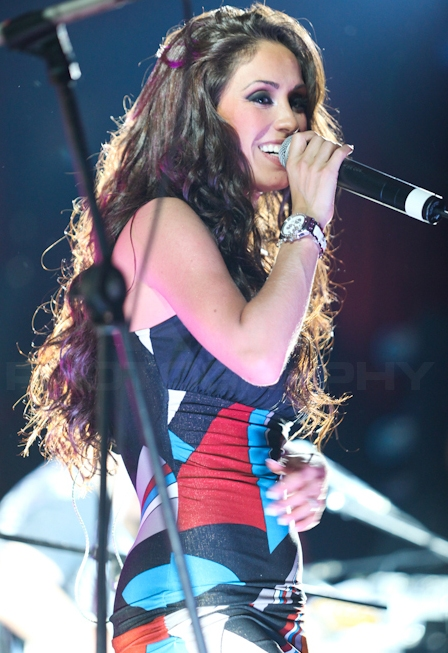
Anahí durante su presentación en Tijuana.

La gira ha recibido buenas críticas por parte de la prensa, boletos agotados en Croacia, Brasil y México, y siendo considerada por Billboard como la séptima gira más rentable del 2010 que solo en 10 conciertos asistieron más de 35.000 personas, recaudándose solo en la primera fase del tour más de 851 mil dólares. El 23 de febrero de 2010, Anahí se presentó en el Festival Internacional de la Canción de Viña del Mar. El 25 de marzo de 2010 se presentó en el Teatro Metropólitan en la Ciudad de México, en el cual interpretó junto a Amanda Miguel el tema «Él me mintió», ambas vestidas de novias. Junto a Mario Sandoval cantó «Hasta que me conociste», y con su sobrina, Ana Paula la canción «Así soy yo». El dinero recaudado en los tres conciertos otorgados en México fue donado por Anahí a las víctimas del Terremoto de Chile de 2010.
En diciembre, la gira visitó Europa; el primer show fue en Madrid el 11 de diciembre de 2010, el escritor Paulo Coelho iba a presenciar este show pero por problemas de su vuelo de avión no llegó a tiempo, contó con la participación del cantante Jaime Terrón, de la agrupación española Melocos, interpretando juntos el tema «No te quiero olvidar». Luego de España, el tour visitó Rumanía, Croacia y Serbia, dichas presentaciones contaron con la participación del cantante guatemalteco Penya durante la canción «Te puedo escuchar». En el show acústico del 9 de febrero de 2011, en México, Anahí canto junto a Noel Schajris la canción «Alérgico» y junto a Mario Sandoval la canción «Aleph». El 27 de marzo, en Río de Janeiro, contó con la colaboración de Christian Chávez, Noel Schajris y Penya. En Brasil, cantó junto a Christian Chávez las canciones «Feliz cumpleaños» y «Libertad», «Te puedo escuchar» con Penya y «Alérgico» junto a Noel Schajris. Anahí cantó junto a Christian Chávez la canción «Libertad» tanto en Monterrey como en la Ciudad de México

## Lista de canciones
- Edición estándar

| Mi delirio |                          |                                                   |                           |          |  |
| N.º        | Título                   | Escritor(es)                                      | Producer(s)               | Duración |  |
| 1.         | «Mi delirio»             | Anahí, Miguel Blas, Gil Cerezo, Ulises Lozano     | Gil Cerezo, Ulises Lozano | 3:12     |  |
| 2.         | «Quiero»                 | Alejandro Landa, Fernando Montesinos              | Armando Ávila             | 3:47     |  |
| 3.         | «Qué más da»             | Anahi, Amerika Jiménez y Antonio Rayo             | Armando Ávila             | 3:57     |  |
| 4.         | «Hasta que llegues tú»   | Rafael Esparza-Ruiz, Gaby Moreno, Jonathan Mead   | Armando Ávila             | 3:28     |  |
| 5.         | «No te quiero olvidar»   | Armando Ávila, Ángel Reyero                       | Armando Ávila             | 3:49     |  |
| 6.         | «Me hipnotizas»          | Gloria Trevi                                      | Gil Cerezo, Ulises Lozano | 3:53     |  |
| 7.         | «Para qué»               | Ximena Muñoz, Sebastian J.                        | Sebastian J.              | 3:22     |  |
| 8.         | «Te puedo escuchar»      | Anahí, Claudia Brant, Rudy Maya, Guillermo Rosas  | Armando Ávila             | 4:24     |  |
| 9.         | «Él me mintió»           | Amanda Miguel, Diego Verdaguer, Graciela Carballo | Gil Cerezo, Ulises Lozano | 3:09     |  |
| 10.        | «Gira la vida»           | Anahí, Richard Harris, Facundo Monty              | Armando Ávila             | 3:26     |  |
| 11.        | «Hasta que me conociste» | Alberto Aguilera Valadez                          | Gil Cerezo, Ulises Lozano | 3:16     |  |
| 39:50      |                          |                                                   |                           |          |  |

- Edición Deluxe

| Mi delirio (Deluxe edition) |                                 |                                                      |          |  |
| N.º                         | Título                          | Escritor(es)                                         | Duración |  |
| 12.                         | «Alérgico»                      | Anahí, Noel Schajris                                 | 3:55     |  |
| 13.                         | «Ni una palabra»                | Rudy Maya, Claudia Brant                             | 2:48     |  |
| 14.                         | «Pobre tu alma»                 | Anahí, Claudia Brant                                 | 3:18     |  |
| 15.                         | «Aleph»                         | Anahí, Mario Sandoval                                | 4:15     |  |
| 16.                         | «Mi delirio» (Versión Acústica) | Anahí, Miguel Blas, Gil Cerezo, Ulises Lozano        | 3:27     |  |
| 17.                         | «Mi delirio» (Remix Kinky)      | Anahí, Miguel Blas, Gil Cerezo, Ulises Lozano, Kinky | 4:09     |  |

| Mi delirio (Deluxe edition) - Bonus track |                                               |                                       |          |  |
| N.º                                       | Título                                        | Escritor(es)                          | Duración |  |
| 18.                                       | «Alérgico (Versión en Portugués)» (con Renne) | Anahí, Noel Schajris, Renne Fernandes | 3:55     |  |

| Mi delirio (Deluxe edition) - Bonus track |                                |                      |          |  |
| N.º                                       | Título                         | Escritor(es)         | Duración |  |
| 18.                                       | «Alérgico» (con Noel Schajris) | Anahí, Noel Schajris | 3:55     |  |

## Charts y certificaciones

### Semanales
| País           | Lista (2009-10)                | Mejor Posición |
| -------------- | ------------------------------ | -------------- |
| Argentina      | Argentina Albums Chart         | 9              |
| Brasil         | Brasil Albums Chart            | 1              |
| Brasil         | Brasil Top 10 Albums           | 7              |
| Venezuela      | Recordland Top 40 CDs          | 1              |
| México         | México Albums Chart            | 14             |
| México         | México Pop Albums Chart        | 7              |
| Perú           | Perú Albums Chart              | 3              |
| Eslovenia      | Slo top 30                     | 15             |
| Eslovenia      | Slovenian Top 30 Albums Chart  | 4              |
| Croacia        | Croacia Albums Chart           | 7              |
| Estados Unidos | Billboard - Latin Pop Albums   | 2              |
| Estados Unidos | Billboard - Top Latin Albums   | 4              |
| Estados Unidos | Amazon - Top Pop Latino.       | 1              |
| Estados Unidos | Billboard - Top Current Albums | 195            |

### Certificación
| País   | Organismo certificador | Certificación | Ventas certificadas | Ref.                  |
| ------ | ---------------------- | ------------- | ------------------- | --------------------- |
| Brasil | ABPD                   | Oro           | 20 000              | [ 73 ] [ 145 ] [ 11 ] |

## Premios y nominaciones
El álbum Mi delirio fue nominado en distintas ceremonias de premiación. A continuación, una lista con algunas de las candidaturas que obtuvo el álbum y los sencillos del disco:
| Año  | Premiación                    | Categoría                                   | Resultado |
| ---- | ----------------------------- | ------------------------------------------- | --------- |
| 2009 | G1 Awards                     | Disco del año                               | Ganadora  |
| 2010 | Premios Orgullosamente Latino | Disco latino del año                        | Nominada  |
| 2010 | Premios Orgullosamente Latino | Canción latina del año («Me hipnotizas»)    | Ganadora  |
| 2010 | Premios Orgullosamente Latino | Video latino del año («Mi delirio»)         | Nominada  |
| 2010 | Kids Choice Awards México     | Canción favorita («Mi delirio»)             | Nominada  |
| 2010 | Premios Juventud              | La más pegajosa («Mi delirio»)              | Nominada  |
| 2010 | Premios Juventud              | Mi rigntone («Mi delirio»)                  | Nominada  |
| 2010 | Premios Juventud              | Mi video favorito («Mi delirio»)            | Nominada  |
| 2010 | Premios Juventud              | Me muero sin ese CD                         | Nominada  |
| 2010 | Premios People en Español     | Mejor álbum                                 | Nominada  |
| 2010 | Premios People en Español     | Canción del año («Mi delirio»)              | Nominada  |
| 2011 | Premios Quiero                | Mejor video artista femenino («Mi delirio») | Nominada  |
| 2011 | Premios Juventud              | Canción corta-venas («Alérgico»)            | Nominada  |

## Créditos y personal

### Grabación
Fue grabado en Cosmos Studios y Elith Sound lab en México. Masterizado por Ryan Smith en Sterling Sound en Nueva York, y mezclado por Andy Zulla en Sound Decision.

### Personal
Créditos por Mi delirio:
| - Anahi - Compositora, coros, artista Primaria, ilustración - Armando Ávila - Programación, ingeniería de sonido, guitarras eléctricas, dirección de voz, compositor, productor, coros, mellotron, Mezcla, Piano - Camilo Lara, Fernando Grediaga - A&R - Miguel Blas - Compositor - Claudia Brant - Compositora - Orozco Buendía Viola - Graciela Carballo - Compositora - Klint&photo - Fotografía - Ryan Smith - Masterización - María Valle Castañeda - Violonchelo - Gil Cerezo - Compositor, productor - Ulises Lozano - Compositor, productor - Sergio Arturo Vargas Chapela - Violín - José Del Águila Cortés - Violín - Ricardo David - Viola - Jesús De Rafael - Violín - Rafael Esparza-Ruiz - Compositor - Alejandra Galarza García - Chelo - Enrique "Bugs" Gonzáles - Batería - Juan Carlos Guzmán - Violín - Richard Harris - Compositor - Edith Citlali Morales Hernández - Violín - S. Jacomé - Compositor, productor - Amerika Jiménez - Compositora - Alejandro Landa - Compositor - Alan Lerma - Violín - Rudy Maya - Compositor - Jonathan Mead - Compositor - Amanda Miguel - Compositora | - Arturo Fonseca Miquel - Violín - Fernando Montesinos - Compositor - Facundo Monty - Compositor - Gaby Moreno - Compositor - X. Muñoz - Compositora - Fernando Alberto - Concertino - Luis Miguel Ortega - Violín - López Pérez - Violín - Ulises Manuel Gómez Pinzón - Viola - Antonio "Rayito" Rayo - Compositor - Ángel Reyero - Compositor - Sergio Rodríguez - Chelo - Guillermo Rosas - Compositor, productor ejecutivo - Richard Bull - Productor ejecutivo - Gloria Trevino - Compositora - Alberto Aguilera Valadez - Compositor - Diego Verdaguer - Compositor - Andy Zulla - Mezcla - Ulises Castillo - Contrabajo - Franciso Ortega Garnelo - Dirección de cuerda - Rochito Rosas, Victor Hugo Vilchis - Asistentes de grabación - Franciso Oroz, Pepe Ortega, Juan Carlos Moguel - Ingeniería de sonido |

## Historial de lanzamientos
| Región         | Fecha                   |
| -------------- | ----------------------- |
| Estados Unidos | 23 de noviembre de 2009 |
| Reino Unido    | 23 de noviembre de 2009 |
| Alemania       | 23 de noviembre de 2009 |
| Francia        | 23 de noviembre de 2009 |
| México         | 24 de noviembre de 2009 |
| Brasil         | 24 de noviembre de 2009 |
| España         | 24 de noviembre de 2009 |
| Argentina      | 24 de noviembre de 2009 |
| Rusia          | 24 de noviembre de 2009 |

| Región   | Fecha                   |
| -------- | ----------------------- |
| México   | 22 de noviembre de 2010 |
| España   | 22 de noviembre de 2010 |
| Rusia    | 22 de noviembre de 2010 |
| Brasil   | 5 de diciembre de 2010  |
| Colombia | 3 de marzo de 2011      |